# Meconopsis discigera
Meconopsis discigera là một loài thực vật có hoa trong họ Anh túc. Loài này được Prain mô tả khoa học đầu tiên năm 1906.